# Demoscene

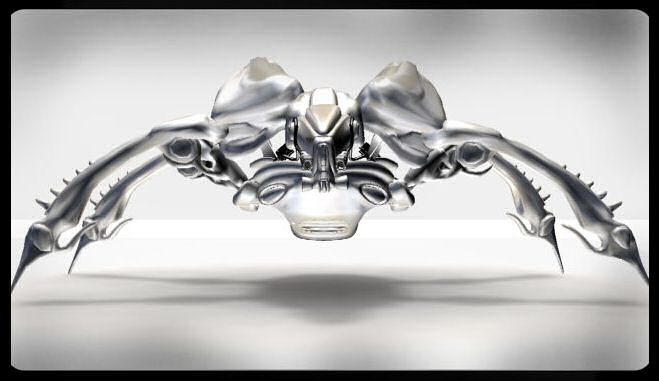
PC-Demo: Interceptor by Black Maiden.

La demoscene és una subcultura informàtica que va arribar al seu auge en l'era dels microprocessadors de 16 bits (l'Atari ST i l'Amiga), encara que les demos ja havien aparegut en ordinadors de 8 bits com el Commodore 64 i el ZX Spectrum.
Les demos van començar sent una firma dels pirates informàtics de programari. El cracker o equip de crackers es donaven crèdit modificant els programes perquè, quan un programa crackejat s'iniciara, es vera una presentació gràfica impressionant, també anomenada intro. Açò es va veure per primera vegada en els ordinadors Apple II a finals dels 1970 i principis dels 1980. Més avant, estes intros van evolucionar cap a una cultura independent dels grups de cracking. Irònicament, molts dels jóvens talents que van créixer programant demos, i d'eixa forma adquirint experiència en programació de gràfics amb l'ordinador, després van acabar treballant per a la indústria dels videojocs, els productes de la qual havien violat anteriorment.
L'objectiu principal d'una demo és demostrar que s'és millor programador, i es tenen millors habilitats gràfiques i musicals respecte a altres demogroups.